# 시라하마촌 (지바현)
시라하마촌(白浜村)은 지바현 소사군에 일직이 존재했던 촌이다.

## 지리
- 현재의 요코시바히카리정에 해당한다.

## 역사
- 1889년 4월 1일 - 정촌제 시행에 수반해 소사군 시라하마촌이 성립하였다.
- 1954년 5월 3일 - 도요 촌, 난조 촌, 히요시 촌과 합병해 히카리정이 성립해, 동일 시라하마촌은 폐지되었다.

## 참고문헌
- 角川日本地名大辞典編纂委員会『角川日本地名大辞典 12 千葉県』、角川書店、1984年 ISBN 4-04-001120-1

| 1891년 | 2,945                  |
| 1920년 | 2,854                  |
| 1930년 | 2,904                  |
| 1954년 | ファ파일:g01.png 3,990 |